# Sultanhöns

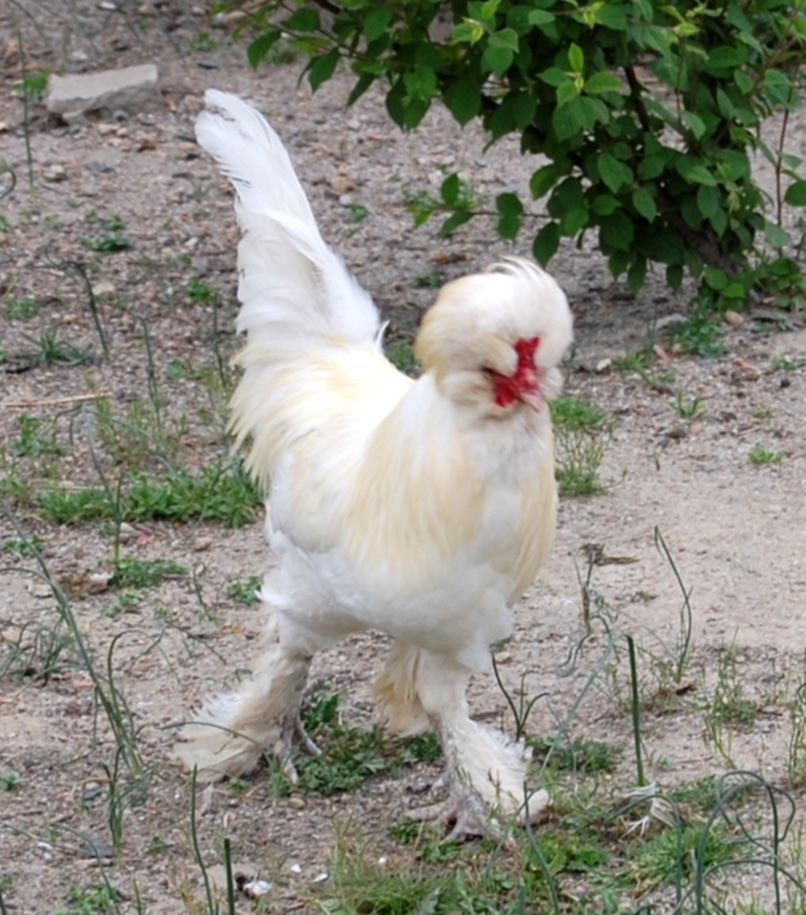
Vit sultantupp

Sultanhöns är en lätt hönsras som främst hålls som prydnadras och som utställningras. Den kom till Storbritannien från Turkiet i mitten av 1800-talet. Den har ett särpräglat utseende med befjädrade ben, en stor huvudtofs och en hornformad kam. En del individer har även kraftigt skägg. Den är en medelmåttig värpras, men ingen framstående köttproducent på grund av sin relativt lilla storlek.
En höna väger 1-1,5 kilogram och en tupp väger 1,5-2 kilogram. Äggen är vita och väger ungefär 45 gram. Hönorna kan ibland vara villiga att ruva fram kycklingar.
Till temperamentet är det en lugn ras som jämförelsevis inte är speciellt utrymmeskrävande av sig och därför kan trivas även i mindre inhägnader.

## Färg
- Vit
- Svart
- Blå
- Svartfläckig/paint